# Paul Emil Erdman
Pour les articles homonymes, voir Erdman.
Ne doit pas être confondu avec Paul Erdmann Isert.
Paul Erdman, né le 19 mai 1932 à Stratford, en Ontario, et décédé le 23 avril 2007 à Healdsburg, en Californie, aux États-Unis, est un écrivain canadien, auteur de roman policier ayant pour univers le monde de la finance internationale.

## Biographie
Il suit les cours de l'université de Georgetown, puis part en Suisse finir ses études à l'Université de Bâle. En 1958, il travaille comme analyste financier pour la Communauté européenne du charbon et de l'acier. Entre 1959 et 1961, il est embauché comme économiste par la SRI International à Menlo Park, en Californie.
Il retourne en Suisse et fonde la banque Salik, dont il devient le président. Cette banque est rachetée par l'United California Bank en 1969, mais Erdman garde son poste. À la suite d'une forte perte due à une mauvaise spéculation sur le marché du cacao, il est accusé de fraude et se retrouve en prison. Libéré en attendant le procès, il quitte la Suisse pour l'Angleterre, puis la Californie. Condamné par contumace, il reste alors aux États-Unis et se lance dans une carrière de romancier en s'inspirant de son expérience dans le milieu bancaire. 
Il publie en 1973 un premier roman intitulé The Billion Dollar Sure Thing qui reçoit le Prix Edgar-Allan-Poe du meilleur premier roman. Ce récit, qui se déroule pendant le premier choc pétrolier, montre aux lecteurs un complot visant à contrôler le marché monétaire. Bien qu'en partie fictive, cette histoire est grâce à l'expérience d'Erdman une réussite et parvient à expliquer les rouages de la finance de manière simple.
Son deuxième roman, The Silver Bears, est adapté au cinéma sous le titre Banco à Las Vegas par Ivan Passer en 1978, avec Michael Caine, Cybill Shepherd et Louis Jourdan dans les rôles principaux.
Erdman continue alors une prolifique carrière de romancier et est également l'auteur de plusieurs essais sur le monde de la finance, dont un sur les conséquences du krach d'octobre 1987. Plusieurs de ses romans et essais ont été traduits en français.
Il décède d'un cancer à l'âge de 74 ans dans son ranch en Californie.

## Œuvre

### Romans
- The Billion Dollar Sure Thing (1973) Publié en français sous le titre Un coup d'un milliard de dollars, traduction de Renaud Bombard, Paris, Presses de la Cité, 1973, réédition, Paris, Presses Pocket no 1183, 1975.
- The Silver Bears (1974) Publié en français sous le titre L'Argent n'a pas d'odeur, traduction de Philippe Sabathé, Paris, Presses de la Cité, 1975.
- The Crash Of '79 (1976) Publié en français sous le titre Le krach de 1979, traduction de Michel Ganstel, Paris, O. Orban, 1978.
- The Last Days Of America (1981) Publié en français sous le titre La Conjuration de 1985, traduction de Bernard Ferry, Paris, Belfond, 1982.
- The Panic Of 89 (1986)
- The Palace (1987)
- The Swiss Account (1992) Publié en français sous le titre Compte suisse, traduction de Marie Hélène Rosenberg, Paris, Plon, 1993.
- Zero Coupon (1993)
- The Set-up (1997) Publié en français sous le titre Delit d'initié, traduction d'Henry Bernard, Paris, L'Archipel, coll. Les Maîtres du Suspense, 1998.

### Essais
- Paul Erdman's Money Guide (1984) Publié en français sous le titre Le Guide financier, traduction de Michel Dietsch, Paris, Belfond, 1984.
- What's Next?: How to Prepare Yourself for the Crash of 90 and Profit in the 1990's (1988) Publié en français sous le titre Et maintenant ? Quelles dispositions prendre pour affronter le krach de 1989 ?, traduction de Michel Ganstel, Paris, Belfond, 1988.
- Tug of War: Today's Global Currency Crisis (1996)
- The Great Game (2007)

## Filmographie

### Au cinéma
- 1978 : Banco à Las Vegas (Silver Bears), film américain réalisé par Ivan Passer d'après le roman éponyme, avec Michael Caine, Cybill Shepherd, Louis Jourdan, Stéphane Audran, Martin Balsam et Jay Leno.

## Prix et distinctions notables
- Prix Edgar-Allan-Poe 1974 du meilleur premier roman pour The Billion Dollar Sure Thing[1].
- Nomination au prix Edgar-Allan-Poe 1975 du meilleur roman pour Silver Bears[1].